# Ravila
Ravila (avant 1938: Meks ou Mecks, en allemand) est un petit petit bourg d'Estonie de la province d'Harju appartenant à la commune de Kose.

## Démographie
Sa population était de 430 habitants en l'an 2000.
Au 31 décembre 2011, le bourg compte 381 habitants.

## Histoire
L'endroit a été mentionné en 1241 dans le Liber Census Daniæ sous le nom de Ravelik, alors que la contrée appartenait au royaume du Danemark. Les environs du village furent le lieu d'une bataille entre les tribus des Estes et les troupes du commandeur de Kursi, en 1343.

## Domaine de Mecks
Le domaine seigneurial de Mecks a été mentionné en 1469. Il appartient successivement à des représentants de la noblesse germano-balte, comme la famille von Rosen, la famille von Uexküll, la famille von Detloff, avant qu'il n'entre dans la puissante famille Zoege von Manteuffel, puis chez les Kotzebue. Le domaine de Mecks faisait partie de la paroisse de Kosch (aujourd'hui Kose) et de la province d'Harrien (aujourd'hui Harju). Les Kotzebue de Mecks firent édifier en 1898 une chapelle familiale à côté de l'église Saint-Nicolas de Kosch qui existe toujours. Le domaine de Mecks est associé au souvenir du comte Peter August Friedrich von Manteuffel (1768-1842), dont les excentricités le rendirent célèbre dans la contrée. Il fabriquait en effet des machines pour tenter de s'envoler.
Lorsque la nouvelle république estonienne confisqua en 1919 tous les biens de la noblesse, le domaine était en possession de la comtesse Alexandra von Kotzebue (née Pilar von Pilchau). Le manoir fut transformé en maison d'éducation en 1932, et sous l'ère de la république socialiste soviétique d'Estonie, en école agricole de 1948 à 1958. Il a été ensuite transformé en maison de santé (asile de fou), ce qu'il est toujours actuellement.
Le manoir de Mecks était l'un des manoirs les plus anciens de la province d'Harju, car il datait du milieu du XVIIIe siècle, mais il brûla en 1905, pendant les jacqueries paysannes consécutives à la révolution de 1905 qui manqua de faire tomber l'Empire. Il fut donc reconstruit en plus petit avec un étage supérieur, entre 1905 et 1910. Le double escalier baroque, datant de l'ancien manoir, mène toujours au perron de pierre, et l'entrée est surmontée d'un fronton triangulaire.
Le parc de 13,5 hectares descend jusqu'au fleuve Pirita. Il y a plus de soixante sortes d'essences dans sa partie la plus ancienne. On remarque aussi une ancienne distillerie de schnaps datant du XIXe siècle, à côté des communs du manoir.